# Carl de Vogt
Pour les articles homonymes, voir Vogt (homonymie).
Carl de Vogt, né le 14 septembre 1885 à Cologne (Empire allemand) et mort le 16 février 1970  à Berlin, est un acteur allemand de cinéma qui a joué dans quatre des premiers films de Fritz Lang.

## Biographie
Carl de Vog fréquente l'école de théâtre à Cologne. Parallèlement à sa carrière d'acteur, il chante et enregistre plusieurs disques. Son plus grand succès a été Der Fremdenlegionär (Le Légionnaire).
En 1919 et 1920, de Vogt joue dans les deux parties des Araignées de Fritz Lang avec les actrices Lil Dagover et Ressel Orla. En 1932, il tient le rôle du héros prussien, le major Schill, dans le film historique à gros budget Die elf Schill'schen Offiziere.
S'il a connu un grand succès au début de sa carrière, il meurt dans une relative obscurité en 1970.
Il s'est marié avec l'actrice allemande Cläre Lotto (de). Le couple a eu un fils, Karl Franz, né le 14 mai 1917.

## Filmographie partielle
- 1918 : Der Mann im Monde de Robert Leffler
- 1919 : La Métisse de Fritz Lang
- 1919 : Le Maître de l'amour de Fritz Lang
- 1920 : Les Araignées (Die Spinnen) de Fritz Lang
- 1920 : Auf den Trümmern des Paradieses (de) : Kara Ben Nemsi
- 1920 : Die Todeskarawane : Kara Ben Nemsi
- 1921 : Die Teufelsanbeter (de) : Kara Ben Nemsi
- 1923 : Grisou
- 1924 : Hélène de Troie
- 1929 : Le Meneur de joies
- 1929 : Drei Tage auf Leben und Tod - aus dem Logbuch der U.C.1 de Heinz Paul
- 1929 : Waterloo de Karl Grune
- 1930 : Flachsmann als Erzieher de Carl Heinz Wolff
- 1932 : Die elf Schill'schen Offiziere
- 1936 : Maria, le passeur (en) (Fährmann Maria) de Frank Wisbar
- 1955 : Les Rats (Die Ratten) de Robert Siodmak
- 1961 : Opération caviar (Es muß nicht immer Kaviar sein) de Géza von Radványi, Helmut Käutner et Georg Marischka
- 1962 : L'Invisible docteur Mabuse (Die unsichtbaren Krallen des Dr. Mabuse) de Harald Reinl
- 1963 : Le Mystère du château de Blackmoor (de) (Der Würger von Schloß Blackmoor) de Harald Reinl